# La dona de les dues cares
 La dona de les dues cares  (Two-Faced Woman) és una pel·lícula estatunidenca dirigida per George Cukor, estrenada el 1941.

## Argument
Un home durant unes vacances se sent atret per la seva monitora d'esquí, però no en fa res. En tornar a la ciutat, coneix una dona sofisticada, molt semblant a la seva monitora d'esquí i creu que és la seva germana bessona.

## Repartiment
- Greta Garbo: Karin Borg Blake, una seductora monitora d'esquí que es fa passar per la seva germana per tal de reconquerir el seu marit
- Melvyn Douglas: Lawrence 'Larry' Blake, el seu marit, un editor Novaiorquès
- Constance Bennett: Griselda Vaughn, una novel·lista que afalaga Larry
- Roland Young: Oscar 'O. O.' Miller, el soci de Larry
- Robert Sterling: Dick 'Dickie' Williams
- Ruth Gordon: Miss Ruth Ellis, la secretària de Larry
- Frances Carson: Miss Dunbar
- Olin Howlin: el director de l'hotel de l'estació d'esports d'hivern
- Robert Alton: Cecil, el ballarí soci de Karin
- Tom Herbert: un ballarí de rumba
- Oliva Blakeney: Phyllis
- Hillary Brooke: una venedora de la botiga de roba
- George Calliga: un empleat de l'hotel
- Gloria DeHaven: no surt als crèdits